# Jardim Primavera (Goiânia)
Jardim Primavera é um bairro de média e baixa renda da região noroeste da cidade brasileira de Goiânia. Fundado no final da década de 90 e tendo uma população de mais de cerca de sete mil pessoas em 2001, faz parte do chamado "núcleo de segregação" econômica e social de sua região.
Fundado em 1994, foi o último bairro formado a partir da antiga Fazenda São Domingos em lotes. O contexto de surgimento do Jardim Primavera envolveu uma população pobre que lutava pela moradia. Mais tarde, com a especulação imobiliária vivida por Goiânia na década de 2000, o bairro, juntamente com outros de sua região, receberam infraestrutura.
Segundo dados do Instituto Brasileiro de Geografia e Estatística (IBGE), divulgados pela prefeitura, no Censo 2010 a população do Jardim Primavera era de 7 229 pessoas.